# Shahrestān di Firuzkuh
Lo shahrestān di Firuzkuh (farsi شهرستان فیروزکوه) è uno dei 16 shahrestān della provincia di Teheran, il capoluogo è Firuzkuh.